# Sân bay Tagbilaran
Sân bay Tagbilaran (IATA: TAG, ICAO: RPVT) là một sân bay phục vụ khu vực Thành phố Tagbilaran, tỉnh Bohol ở Philippines. Sân bay được xếp hạng thứ cấp theo Cục giao thông hàng không Philippines.

## Các hãn hàng không

### Các hãng hiện tại
- Cebu Pacific (Manila)
- Philippine Airlines (Manila)

### Các hãng trước đây
- Aerolift Philippines
- Air Philippines
- Asian Spirit
- South East Asian Airlines